# Arnaldo Forlani
Pour les articles homonymes, voir Forlani.
Arnaldo Forlani, né le 8 décembre 1925 à Pesaro (région des Marches) et mort le 6 juillet 2023 à Rome (Latium), est un homme politique italien, membre de la Démocratie chrétienne, qui fut longtemps député et ministre, avant de connaître le sommet de sa carrière politique, au début des années 1980, en accédant à la présidence du Conseil.
Désigné candidat à la présidence de la République par son parti en 1992, il échoue par la faute de francs-tireurs.

## Biographie

### Débuts en politique
Licencié en droit à l'université d'Urbino, Arnaldo Forlani s'implique très jeune dans la politique locale. Il se consacre notamment à son parti, donc il devient en 1955 chef du prestigieux service des études, de la propagande et de la presse (SPES).
Élu député dès 1958, constamment réélu jusqu'à 1994, lorsqu'il décide de se retirer. Il est ministre des Participations de l’État (1968), ministre sans portefeuille chargé des Relations avec l'ONU (1969), ministre de la Défense (1974-1976), des Affaires étrangères (1976-1979), et vice-président du conseil des ministres (1983-1986).

### Chef du gouvernement
Arnaldo Forlani est Président du Conseil italien 18 octobre 1980 au 26 mai 1981. Sa démission fut provoquée par la découverte à Castiglion Fibocchi (Arezzo) dans la villa du grand-maître Licio Gelli de la liste des affiliés à la loge maçonnique P2, parmi lesquels figurent les noms de deux membres du gouvernement.

### Chef de parti
D'abord proche d'Amintore Fanfani, à partir de 1982 Arnaldo Forlani se démarque de son mentor, pour créer avec d'autres ténors de l'aile modérée de la Démocratie Chrétienne le courant Alliance populaire, situé à droite de l’échiquier de son parti. Il est à plusieurs reprises vice-secrétaire (1962-1969), secrétaire (1969-1973 et 1987-1993) et président (1980-1982 et 1986-1987) de son parti. Il est considéré, avec Bettino Craxi et Giulio Andreotti, comme l'un des hommes politiques italiens les plus influents de la décennie 80. L'alliance entre les trois leaders avait donné lieu au CAF, de l'acronyme de leurs noms de famille.
En mai 1992, il est le candidat de son parti aux élections pour la Présidence de la République, mais est obligé de se retirer.
Il est appelé à témoigner, dans le cadre de l'enquête Mani pulite, sur le financement illégal des partis. Son intervention où il déclara « Je ne me rappelle pas » (Non ricordo) à des questions sur le financement de son parti.

### Mort
Arnaldo Forlani meurt le 6 juillet 2023 à l'âge de 97 ans, à son domicile de Rome,.